# Dreiband-Weltmeisterschaft für Nationalmannschaften 2014

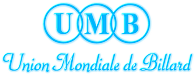
Logo UMB (ausrichtender Verband)

Veranstaltungsort: Viersen

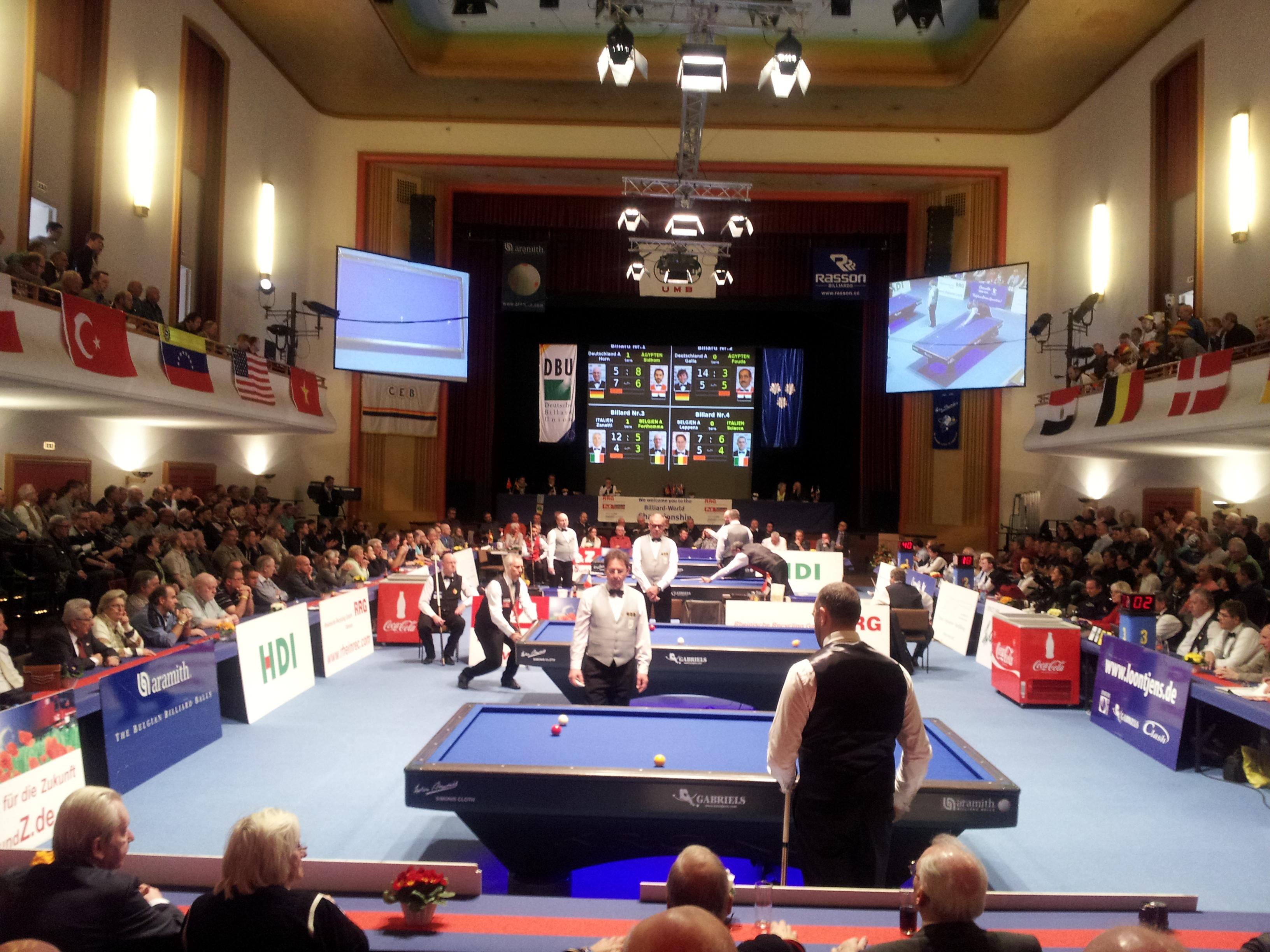
Dreiband-Team-WM in Viersen 2014

Die Dreiband-Weltmeisterschaft für Nationalmannschaften 2014 ist die 28. Auflage dieses Turniers, das seit 1981 in der Regel jährlich in der Disziplin Dreiband der Billardvariante Karambolage ausgetragen wird. Sie fand vom 13. bis 16. März 2014 in der Stadt Viersen statt, die seit 1990 fester WM-Austragungsort ist.
Da Mexiko absagen musste, rückte Deutschland mit einer zweiten Mannschaft in das Turnier nach. Griechenland sagte auch noch sehr kurzfristig ab. Dadurch stellte auch der Vorjahrsdritte Korea eine zweite Mannschaft. Erstmals nahm Finnland an einer Mannschafts-Weltmeisterschaft teil.

## Spielmodus
Normalerweise wird das Turnier mit 24 Teams gespielt. Melden sich aber weniger Teams, werden B-Teams nach folgendem Vergabemodus zugelassen:
1. Titelträger (hier:  Belgien)
2. Organisierende Nation (hier:  Deutschland)
3. Nächstfolgende Nation nach Weltrangliste (hier:  Südkorea)

Seit 2013 wird nicht mehr im Satzsystem gespielt, sondern auf 40 Punkte. Solange noch ein Unentschieden in der Begegnung möglich ist, wird während des gesamten Turniers mit Nachstoß gespielt. Dann spielt die letzte Paarung, die die Partie beendet hat, eine Verlängerung. Ab der KO-Runde wird die zweite Partie abgebrochen, wenn nach dem Ende der ersten Partie eine Mannschaft uneinholbar in Führung liegt. Seit 2004 wird Platz 3 nicht mehr ausgespielt. Es gibt zwei Bronzemedaillen. Das Zeitlimit liegt bei 40 Sekunden pro Stoß. Je Spiel ist eine Verlängerung von 40 Sekunden möglich. Das Ranking wird wie folgt ermittelt:
1. Matchpoints (MP)
2. Partiepunkte (PP)
3. Mannschafts-Generaldurchschnitt (MGD)

## Teilnehmer
| Nation             | Gruppe | Spieler 1         | Spieler 2              |
| ------------------ | ------ | ----------------- | ---------------------- |
| Ägypten            | B      | Sameh Sidhom      | Mohsen Fouda           |
| Belgien A          | A      | Roland Forthomme  | Eddy Leppens           |
| Belgien B          | H      | Eddy Merckx       | Frédéric Caudron       |
| Deutschland A      | B      | Martin Horn       | Stefan Galla           |
| Deutschland B      | D      | Thorsten Frings   | Ronny Lindemann        |
| Dänemark           | G      | Tonny Carlsen     | Michael Lohse          |
| Finnland           | G      | Tony Hannula      | Sami Hannula           |
| Frankreich         | G      | Jérémy Bury       | Pierre Soumagne        |
| Italien            | A      | Marco Zanetti     | Emilio Sciacca         |
| Japan              | E      | Takao Miyashita   | O Takeshima            |
| Südkorea A         | C      | Heo Jung-han      | Cho Jae-ho             |
| Südkorea B         | F      | Lee Choong-bok    | Kim Kyung-roul         |
| Luxemburg          | A      | Ramon Hamm        | Paul Mooz              |
| Niederlande        | F      | Dick Jaspers      | Barry van Beers        |
| Österreich         | H      | Arnim Kahofer     | Andreas Efler          |
| Portugal           | D      | Vasco Gomes       | Mario Goncalves Aranha |
| Schweden           | H      | Torbjörn Blomdahl | Michael Nilsson        |
| Schweiz            | C      | Cetin Behzat      | René Hendriksen        |
| Spanien            | C      | Daniel Sánchez    | Rubén Legazpi          |
| Tschechien         | B      | Martin Boháč      | Lukas Popenaznik       |
| Türkei             | E      | Tayfun Taşdemir   | Tolgahan Kiraz         |
| Vereinigte Staaten | E      | Hugo Patiño       | Mazin Shooni           |
| Venezuela          | C      | Miguel Canton     | Merlin Romero          |
| Vietnam            | F      | Ngô Đình Nại      | Dương Anh Vũ           |

## Gruppenphase
Die 28. Auflage dieser Weltmeisterschaft startete mit einem absoluten Knaller. In der ersten Runde am Donnerstag stellte der Titelverteidiger Belgien einen Sensations-Weltrekord auf. In nur 22 Aufnahmen erreichten Eddy Merckx und Frédéric Caudron 80 Points. Das war mit 3,636 neuer Weltrekord im besten Mannschaftsdurchschnitt (BMDS). Die Belgier pulverisierten damit den alten Rekord von 2,678 der Schweden aus dem Jahr 2009. Zudem erzielte Eddy Merckx mit 4,444 (40 Points in 9 Aufnahmen) den besten Einzel-Durchschnitt (BED) bei einer Mannschafts-WM. Am Donnerstag gab es ansonsten keine großen Überraschungen.
Pech war für die Österreicher, dass sie in eine extrem starke Gruppe mit Belgien B und Schweden gelost wurden. Somit war für sie der erste zugleich auch der letzte Turniertag.
Der zweite Turniertag begann mit einer überraschenden Niederlage der Türkei gegen Japan. Deutschland A startete mit einem nicht erwarteten Unentschieden gegen Tschechien in das Turnier, wobei man die Niederlage von Martin Horn gegen den Tschechen Martin Boháč als Sensation werten kann. In der sehr stark besetzten Gruppe H kam es bereits am zweiten Tag zum Showdown für eine Mannschaft. Trotz einer Klasseleistung von Torbjörn Blomdahl, er gewann gegen Eddy Merckx mit 40:23 in 14 Aufnahmen, kam für den Rekordweltmeister bereits das Aus in der Gruppenphase. Der phantastische Weltrekord von Belgien gab in der Endabrechnung bei Match- und Partiepunktegleichheit den Ausschlag durch den besseren Mannschaftsdurchschnitt. Die stark spielenden Dänen schickten Frankreich auf die Heimreise. Extrem spannend war die Gruppe E. Alle Mannschaften hatten die gleich viele Match- und Partiepunkte. Den Gruppensieg holten sich die Türken mit dem besten Durchschnitt.
Deutschland B startete am Samstag mit einem überraschenden Sieg gegen die favorisierten Spanier und sicherten sich den Gruppensieg. Für Deutschland A reichte am Ende gegen Ägypten ein Unentschieden zum Weiterkommen. Eine Klasseleistung mit zwei 10er-Serien von Stefan Galla reichte bereits fürs Weiterkommen. Für Martin Horn gab es gegen den starken Ägypter Sameh Sidhom bereits die zweite Niederlage im Turnier. Sidhom spielte das Turnier seines Lebens. Er verpasste die magische GD-Grenze von 2 lediglich um eine Aufnahme. Weiters qualifizierten sich die favorisierten Teams Belgien A und Korea A für die Finalrunde. Somit kam es in der KO-Runde zu den Begegnungen Deutschland A gegen Deutschland B und Belgien A gegen Belgien B.

### Gruppe A
| Platz | Nation    | Sp. | G-U-V | MP  | PP  | MGD   | BEMD  |
| ----- | --------- | --- | ----- | --- | --- | ----- | ----- |
| 1     | Belgien A | 2   | 1-1-0 | 3:1 | 6:2 | 1,472 | 1,490 |
| 2     | Italien   | 2   | 1-1-0 | 3:1 | 6:2 | 1,013 | 1,264 |
| 3     | Luxemburg | 2   | 0-0-2 | 0:4 | 0:8 | 0,503 | -     |

| Datum                | Nation 1  | MGD   | MP  | PP  | MGD   | Nation 2  |
| -------------------- | --------- | ----- | --- | --- | ----- | --------- |
| 13. März 2014 18:00h | Italien   | 0,869 | 2:0 | 4:0 | 0,576 | Luxemburg |
| 14. März 2014 16:00h | Luxemburg | 0,381 | 0:2 | 0:4 | 1,454 | Belgien A |
| 15. März 2014 13:30h | Belgien A | 1,490 | 1:1 | 2:2 | 1,264 | Italien   |

### Gruppe B
| Platz | Nation        | Sp. | G-U-V | MP  | PP  | MGD   | BEMD  |
| ----- | ------------- | --- | ----- | --- | --- | ----- | ----- |
| 1     | Deutschland A | 2   | 0-2-0 | 2:2 | 4:4 | 1,555 | 1,666 |
| 2     | Ägypten       | 2   | 0-2-0 | 2:2 | 4:4 | 1,156 | 1,266 |
| 3     | Tschechien    | 2   | 0-2-0 | 2:2 | 4:4 | 0,879 | 1,055 |

| Datum                | Nation 1      | MGD   | MP  | PP  | MGD   | Nation 2      |
| -------------------- | ------------- | ----- | --- | --- | ----- | ------------- |
| 13. März 2014 18:00h | Ägypten       | 1,085 | 1:1 | 2:2 | 0,742 | Tschechien    |
| 14. März 2014 16:00h | Tschechien    | 1,055 | 1:1 | 2:2 | 1,462 | Deutschland A |
| 15. März 2014 11:00h | Deutschland A | 1,666 | 1:1 | 2:2 | 1,266 | Ägypten       |

### Gruppe C
| Platz | Nation     | Sp. | G-U-V | MP  | PP  | MGD   | BEMD  |
| ----- | ---------- | --- | ----- | --- | --- | ----- | ----- |
| 1     | Südkorea A | 2   | 2-0-0 | 4:0 | 8:0 | 1,355 | 1,666 |
| 2     | Venezuela  | 2   | 0-1-1 | 1:3 | 2:6 | 0,984 | 0,951 |
| 3     | Schweiz    | 2   | 0-1-1 | 1:3 | 2:6 | 0,967 | 0,951 |

| Datum                | Nation 1   | MGD   | MP  | PP  | MGD   | Nation 2   |
| -------------------- | ---------- | ----- | --- | --- | ----- | ---------- |
| 13. März 2014 16:00h | Schweiz    | 0,951 | 1:1 | 2:2 | 0,951 | Venezuela  |
| 14. März 2014 14:00h | Venezuela  | 1,041 | 0:2 | 0:4 | 1,666 | Südkorea A |
| 15. März 2014 11:00h | Südkorea A | 1,142 | 2:0 | 4:0 | 0,985 | Schweiz    |

### Gruppe D
| Platz | Nation        | Sp. | G-U-V | MP  | PP  | MGD   | BEMD  |
| ----- | ------------- | --- | ----- | --- | --- | ----- | ----- |
| 1     | Deutschland B | 2   | 2-0-0 | 4:0 | 6:2 | 1,230 | 1,290 |
| 2     | Spanien       | 2   | 1-0-1 | 2:2 | 5:3 | 1,172 | 1,230 |
| 3     | Portugal      | 2   | 0-0-2 | 0:4 | 1:7 | 0,913 | -     |

| Datum                | Nation 1      | MGD   | MP  | PP  | MGD   | Nation 2      |
| -------------------- | ------------- | ----- | --- | --- | ----- | ------------- |
| 13. März 2014 16:00h | Portugal      | 1,000 | 0:2 | 1:3 | 1,290 | Deutschland B |
| 14. März 2014 14:00h | Spanien       | 1,230 | 2:0 | 4:0 | 0,830 | Portugal      |
| 15. März 2014 11:00h | Deutschland B | 1,176 | 2:0 | 3:1 | 1,117 | Spanien       |

### Gruppe E
| Platz | Nation             | Sp. | G-U-V | MP  | PP  | MGD   | BEMD  |
| ----- | ------------------ | --- | ----- | --- | --- | ----- | ----- |
| 1     | Türkei             | 2   | 1-0-1 | 2:2 | 4:4 | 1,538 | 1,481 |
| 2     | Japan              | 2   | 1-0-1 | 2:2 | 4:4 | 1,297 | 1,538 |
| 3     | Vereinigte Staaten | 2   | 1-0-1 | 2:2 | 4:4 | 1,097 | 1,355 |

| Datum                | Nation 1           | MGD   | MP  | PP  | MGD   | Nation 2           |
| -------------------- | ------------------ | ----- | --- | --- | ----- | ------------------ |
| 13. März 2014 14:00h | Japan              | 1,084 | 0:2 | 0:4 | 1,355 | Vereinigte Staaten |
| 14. März 2014 11:00h | Türkei             | 1,230 | 0:2 | 0:4 | 1,538 | Japan              |
| 15. März 2014 20:00h | Vereinigte Staaten | 0,814 | 0:2 | 0:4 | 1,481 | Türkei             |

### Gruppe F
| Platz | Nation      | Sp. | G-U-V | MP  | PP  | MGD   | BEMD  |
| ----- | ----------- | --- | ----- | --- | --- | ----- | ----- |
| 1     | Niederlande | 2   | 1-1-0 | 3:1 | 6:2 | 1,515 | 1,904 |
| 2     | Südkorea B  | 2   | 0-2-0 | 2:2 | 4:4 | 1,419 | 1,480 |
| 3     | Vietnam     | 2   | 0-1-1 | 1:3 | 2:6 | 1,351 | 1,288 |

| Datum                | Nation 1    | MGD   | MP  | PP  | MGD   | Nation 2    |
| -------------------- | ----------- | ----- | --- | --- | ----- | ----------- |
| 13. März 2014 14:00h | Vietnam     | 1,288 | 1:1 | 2:2 | 1,480 | Südkorea B  |
| 14. März 2014 11:00h | Niederlande | 1,904 | 2:0 | 4:0 | 1,428 | Vietnam     |
| 15. März 2014 20:00h | Südkorea B  | 1,358 | 1:1 | 2:2 | 1,207 | Niederlande |

### Gruppe G
| Platz | Nation     | Sp. | G-U-V | MP  | PP  | MGD   | BEMD  |
| ----- | ---------- | --- | ----- | --- | --- | ----- | ----- |
| 1     | Dänemark   | 2   | 2-0-0 | 4:0 | 8:0 | 1,758 | 1,904 |
| 2     | Frankreich | 2   | 1-0-1 | 2:2 | 4:4 | 1,140 | 1,111 |
| 3     | Finnland   | 2   | 0-0-2 | 0:4 | 0:8 | 0,508 | -     |

| Datum                | Nation 1   | MGD   | MP  | PP  | MGD   | Nation 2   |
| -------------------- | ---------- | ----- | --- | --- | ----- | ---------- |
| 13. März 2014 12:00h | Frankreich | 1,111 | 2:0 | 4:0 | 0,472 | Finnland   |
| 13. März 2014 20:00h | Finnland   | 0,571 | 0:2 | 0:4 | 1,904 | Dänemark   |
| 14. März 2014 18:00h | Dänemark   | 1,623 | 2:0 | 4:0 | 1,183 | Frankreich |

### Gruppe H
| Platz | Nation     | Sp. | G-U-V | MP  | PP  | MGD   | BEMD  |
| ----- | ---------- | --- | ----- | --- | --- | ----- | ----- |
| 1     | Belgien B  | 2   | 1-1-0 | 3:1 | 6:2 | 2,600 | 3,636 |
| 2     | Schweden   | 2   | 1-1-0 | 3:1 | 6:2 | 1,713 | 1,909 |
| 3     | Österreich | 2   | 0-0-2 | 0:4 | 0:8 | 1,169 | -     |

| Datum                | Nation 1   | MGD   | MP  | PP  | MGD   | Nation 2   |
| -------------------- | ---------- | ----- | --- | --- | ----- | ---------- |
| 13. März 2014 12:00h | Österreich | 1,000 | 0:2 | 0:4 | 3,636 | Belgien B  |
| 13. März 2014 20:00h | Schweden   | 1,632 | 2:0 | 4:0 | 1,244 | Österreich |
| 14. März 2014 18:00h | Belgien B  | 1,909 | 1:1 | 2:2 | 1,909 | Schweden   |

## Finalrunde
Die Finalrunde begann mit einem sicheren Sieg von Belgien B gegen Belgien A. Im zweiten Spiel war es deutlich spannender. Der Däne Tonny Carlsen startete sehr stark und führte mit 20:2 in 8 Aufnahmen. Tayfun Taşdemir kämpfte sich aber Ball für Ball heran. Nach 34 Aufnahmen endete die Partie mit 40:40-Unentschieden. Zur gleichen Zeit beendete Tolgahan Kiraz eine Kampfpartie mit 40:34. Michael Lohse hatte aber noch den Nachstoß. Er schaffte die sechs Punkte zum Unentschieden. Somit kam es zur Verlängerung. Kiraz startete mit 5 Points. Lohse verfehlte den Anfangsball, somit waren die Türken im Halbfinale. Im nächsten Durchgang bestätigte Martin Horn seine Spitzenposition im deutschen Dreibandbillard. Er bezwang Thorsten Frings mit 40:16 in 24 Aufnahmen. Die andere Partie wurde beim Stand von 35:20 für Ronny Lindemann abgebrochen, da ein Gleichstand nicht mehr möglich war. Im Parallelmatch setzten sich die Niederlande sicher gegen Korea A durch.
Das Halbfinale Deutschland A gegen die Niederlande war sehr umkämpft. Stefan Galla startete furios und führte nach 12 Aufnahmen mit 26:8. Am Nebentisch lief es genau andersherum. Dick Jaspers führte klar mit 22:6 in 9 Aufnahmen. Der Niederländer Barry van Beers kam aber langsam besser ins Spiel und verkürzte den Abstand zu Galla. Auch Martin Horn fand langsam zu seiner Form und kam mit einer 9er-Serie wieder näher an Jaspers heran. Er schaffte auch noch eine 7er-Serie. Doch Jaspers beendete die Partie in der 20. Aufnahme. Leider gelang Horn nur mehr ein einziger Punkt im Nachstoß. Somit wurde die Partie von Galla abgebrochen, da die Niederländer uneinholbar führten. Im anderen Match kam Belgien B zum ersten Mal in Bedrängnis. Der stark aufspielende Tayfun Taşdemir schlug Eddy Merckx mit 40:34 in 17 Aufnahmen. Am Nebentisch schaffte aber der aktuelle Weltmeister Frédéric Caudron nach zwischenzeitlichem Rückstand noch einen 40:33-Sieg in für ihn eher mäßigen 28 Aufnahmen. Der Türke Kiraz hatte aber noch den Nachstoß. Er brauchte vier Points für den Finaleinzug. Da er aber nur zwei schaffte, zogen die Titelverteidiger glücklich mit einem Point mehr ins Finale ein. Das war dann eine ziemlich einseitige Angelegenheit. Caudron schlug van Beers mit 40:19 in 16 Aufnahmen. Da Merckx schon mehr als 19 Points hatte, wurde seine Partie abgebrochen und Belgien wurde zum dritten Mal in Folge mit dem neuen Weltrekord-Mannschaftsdurchschnitt (MGD) von 2,195 verdient Weltmeister.

|  | Viertelfinale (15. März 2014) 40 Points | Viertelfinale (15. März 2014) 40 Points |               |                  | Halbfinale (16. März 2014) 40 Points | Halbfinale (16. März 2014) 40 Points |  |  | Finale (16. März 2014) 40 Points | Finale (16. März 2014) 40 Points |
|  |                                         |                                         |               |                  |                                      |                                      |  |  |                                  |                                  |
|  | Belgien B                               | 2:0/4:0/2,055                           |               |                  |                                      |                                      |  |  |                                  |                                  |
|  | Belgien A                               | 0:2/0:4/1,228                           |               |                  |                                      |                                      |  |  |                                  |                                  |
|  | Belgien A                               | 0:2/0:4/1,228                           | Belgien B     | 1:1/2:2/1,608    |                                      |                                      |  |  |                                  |                                  |
|  |                                         |                                         | Belgien B     | 1:1/2:2/1,608    |                                      |                                      |  |  |                                  |                                  |
|  |                                         | Türkei                                  | 1:1/2:2/1,586 |                  |                                      |                                      |  |  |                                  |                                  |
|  | Dänemark                                | Türkei                                  | 1:1/2:2/1,586 | 01:1/2:2/1,066/0 |                                      |                                      |  |  |                                  |                                  |
|  | Dänemark                                |                                         |               | 01:1/2:2/1,066/0 |                                      |                                      |  |  |                                  |                                  |
|  | Türkei                                  | 1:1/2:2/1,066/5                         |               |                  |                                      |                                      |  |  |                                  |                                  |
|  |                                         |                                         | Belgien B     | 2:0/4:0/2,464    |                                      |                                      |  |  |                                  |                                  |
|  |                                         | Niederlande                             | 0:2/0:4/1,448 |                  |                                      |                                      |  |  |                                  |                                  |
|  | Südkorea A                              | 0:2/0:4/1,480                           |               |                  |                                      |                                      |  |  |                                  |                                  |
|  | Niederlande                             | 2:0/4:0/1,538                           |               |                  |                                      |                                      |  |  |                                  |                                  |
|  | Niederlande                             | 2:0/4:0/1,538                           | Niederlande   | 1:1/2:2/1,372    |                                      |                                      |  |  |                                  |                                  |
|  |                                         |                                         | Niederlande   | 1:1/2:2/1,372    |                                      |                                      |  |  |                                  |                                  |
|  |                                         | Deutschland A                           | 1:1/2:2/1,313 |                  |                                      |                                      |  |  |                                  |                                  |
|  | Deutschland B                           | Deutschland A                           | 1:1/2:2/1,313 | 1:1/2:2/1,020    |                                      |                                      |  |  |                                  |                                  |
|  | Deutschland B                           |                                         |               | 1:1/2:2/1,020    |                                      |                                      |  |  |                                  |                                  |
|  | Deutschland A                           | 1:1/2:2/1,224                           |               |                  |                                      |                                      |  |  |                                  |                                  |

## Abschlusstabelle
| MP    | Match Punkte (Sieger = 2; Unentschieden = 1; Verlierer = 0) |
| SV    | Satzverhältnis (nur bei Turnieren im Satzsystem)            |
| Pkte. | Erzielte Karambolagen                                       |
| Aufn. | benötigte Aufnahmen                                         |
| GD    | Generaldurchschnitt                                         |
| MGD   | Mannschafts-Generaldurchschnitt                             |
| BED   | Bester Einzeldurchschnitt eines Spielers                    |
| BEMD  | Bester Einzeldurchschnitt einer Mannschaft                  |
| BSD   | Bester Satzdurchschnitt eines Spielers                      |
| HS    | Höchstserie                                                 |
| WRP   | Weltranglistenpunkte                                        |

| Abschlusstabelle | Abschlusstabelle | Abschlusstabelle   | Abschlusstabelle | Abschlusstabelle | Abschlusstabelle | Abschlusstabelle | Abschlusstabelle | Abschlusstabelle | Abschlusstabelle | Abschlusstabelle | Abschlusstabelle |
| Phase            | Platz            | Nation             | Sp               | G-U-V            | MP               | PP               | Pkt.             | Aufn.            | MGD              | BEMD             | HS               |
| ---------------- | ---------------- | ------------------ | ---------------- | ---------------- | ---------------- | ---------------- | ---------------- | ---------------- | ---------------- | ---------------- | ---------------- |
| Finale           | 1                | Belgien B          | 5                | 4-1-0            | 9:1              | 16:4             | 360              | 164              | 2,195            | 3,636            | 15               |
| Finale           | 2                | Niederlande        | 5                | 3-1-1            | 7:3              | 12:8             | 336              | 226              | 1,486            | 1,904            | 8                |
| Halb- finale     | 3                | Deutschland A      | 4                | 4:4              | 8:8              | 281              | 199              | 412              | 1,412            | 1,666            | 10               |
| Halb- finale     | 3                | Türkei             | 4                | 2-0-2            | 4:4              | 8:8              | 297              | 226              | 1,314            | 1,622            | 11               |
| Viertel- finale  | 5                | Dänemark           | 3                | 2-0-1            | 4:2              | 10:2             | 240              | 166              | 1,445            | 1,904            | 11               |
| Viertel- finale  | 6                | Südkorea A         | 3                | 2-0-1            | 4:2              | 8:4              | 237              | 170              | 1,394            | 1,666            | 12               |
| Viertel- finale  | 7                | Deutschland B      | 3                | 2-0-1            | 4:2              | 8:4              | 211              | 180              | 1,172            | 1,290            | 8                |
| Viertel- finale  | 8                | Belgien A          | 3                | 1-1-1            | 3:3              | 6:6              | 202              | 143              | 1,412            | 1,490            | 7                |
| Gruppen- phase   | 9                | Schweden           | 2                | 1-1-0            | 3:1              | 6:2              | 143              | 82               | 1,743            | 1,909            | 12               |
| Gruppen- phase   | 10               | Italien            | 2                | 1-1-0            | 3:1              | 6:2              | 147              | 145              | 1,013            | 1,264            | 10               |
| Gruppen- phase   | 11               | Spanien            | 2                | 1-0-1            | 2:2              | 5:3              | 156              | 133              | 1,172            | 1,230            | 8                |
| Gruppen- phase   | 12               | Südkorea B         | 2                | 0-2-0            | 2:2              | 4:4              | 149              | 105              | 1,419            | 1,480            | 11               |
| Gruppen- phase   | 13               | Japan              | 2                | 1-0-1            | 2:2              | 4:4              | 144              | 111              | 1,297            | 1,538            | 8                |
| Gruppen- phase   | 14               | Ägypten            | 2                | 0-2-0            | 2:2              | 4:4              | 133              | 115              | 1,156            | 1,266            | 9                |
| Gruppen- phase   | 15               | Frankreich         | 2                | 1-0-1            | 2:2              | 4:4              | 138              | 121              | 1,140            | 1,111            | 7                |
| Gruppen- phase   | 16               | Venezuela          | 2                | 0-1-1            | 1:3              | 2:6              | 128              | 130              | 0,984            | 0,951            | 7                |
| Gruppen- phase   | 17               | Vereinigte Staaten | 2                | 1-0-1            | 2:2              | 4:4              | 124              | 113              | 1,097            | 1,355            | 9                |
| Gruppen- phase   | 18               | Tschechien         | 2                | 0-2-0            | 2:2              | 4:4              | 109              | 124              | 0,879            | 1,055            | 8                |
| Gruppen- phase   | 19               | Vietnam            | 2                | 0-1-1            | 1:3              | 2:6              | 127              | 94               | 1,351            | 1,288            | 9                |
| Gruppen- phase   | 20               | Schweiz            | 2                | 0-1-1            | 1:3              | 2:6              | 147              | 152              | 0,967            | 0,951            | 6                |
| Gruppen- phase   | 21               | Portugal           | 2                | 0-0-2            | 0:4              | 1:7              | 116              | 127              | 0,913            | 1,000            | 8                |
| Gruppen- phase   | 22               | Österreich         | 2                | 0-0-2            | 0:4              | 0:8              | 83               | 71               | 1,169            | ---              | 9                |
| Gruppen- phase   | 23               | Finnland           | 2                | 0-0-2            | 0:4              | 0:8              | 58               | 114              | 0,508            | ---              | 3                |
| Gruppen- phase   | 24               | Luxemburg          | 2                | 0-0-2            | 0:4              | 0:8              | 74               | 147              | 0,503            | ---              | 6                |